# Sarvijärvi (Jukkasjärvi socken, Lappland)
Sarvijärvi är en sjö i Kiruna kommun i Lappland och ingår i Torneälvens huvudavrinningsområde. Sjön har en area på 0,157 kvadratkilometer och ligger 346,3 meter över havet. Vid provfiske har abborre, gädda och sik fångats i sjön.

## Delavrinningsområde
Sarvijärvi ingår i det delavrinningsområde (751866-171349) som SMHI kallar för Utloppet av Ainasjärvi. Medelhöjden är 395 meter över havet och ytan är 14,74 kvadratkilometer. Det finns ett avrinningsområde uppströms, och räknas det in blir den ackumulerade arean 69,61 kvadratkilometer. Bergsmannijoki som avvattnar avrinningsområdet har biflödesordning 3, vilket innebär att vattnet flödar genom totalt 3 vattendrag innan det når havet efter 364 kilometer. Avrinningsområdet består mestadels av skog (82 procent). Avrinningsområdet har 1,34 kvadratkilometer vattenytor vilket ger det en sjöprocent på 9,1 procent.